# Lamania gracilis
Lamania gracilis is een spinnensoort in de taxonomische indeling van de Tetrablemmidae.
Het dier behoort tot het geslacht Lamania. De wetenschappelijke naam van de soort werd voor het eerst geldig gepubliceerd in 1989 door Schwendinger.